# أوزوالد توماس
أوزوالد توماس (بالألمانية: Oswald Thomas) هو عالم فلك نمساوي، ولد في 27 يوليو 1882 في براشوف في رومانيا، وتوفي في 13 فبراير 1963 في فيينا في النمسا.